# Dolcibene de' Tori
Dolcibene de' Tori (Firenze, ...) è un poeta italiano del XIV secolo.

## Biografia
Come ricordato da Franco Sacchetti, Giovanni di Gherardo da Prato e Filippo Villani, fu incoronato dall'Imperatore Carlo IV di Lussemburgo "re dei buffoni e delli istrioni d'Italia". La sua attività di giullare è attestata anche da diverse fonti archivistiche. Fu autore di due sonetti in risposta a tre del Sacchetti (editi nel suo Libro delle rime), e di Rime pie pubblicate prima da Francesco Zambrini poi da Giovanni Tortoli.